# Ileana Silai
Ileana Silai (născută Gergely ; n. 14 octombrie 1941, Cluj, Regatul Ungariei – d. 27 iunie 2025) a fost o atletă română, laureată cu argint la Ciudad de México 1968 la proba de 800 m.

## Carieră
Clujeanca a fost multiplă campioană națională în probele de 400 m, 800 m și 1500 și a stabilit 28 de recorduri naționale. La începutul carierei a fost specializată în proba de 800 m. În anul 1966 a participiat pentru prima oară la Campionatul European dar nu a reușit să se califice în finală. La Jocurile Olimpice din 1968 a cucerit medalia de argint în urma americancei Madeline Manning care a stabilit un nou record olimpic.
În anii 1971 și 1972 sportiva a câștigat medaliile de argint la Campionatele Europene în sală. La Jocurile Olimpice de la München a ocupat locul 6. La Jocurile Olimpice din 1976 de la Montréal a luat startul la 800 m și la 1500 m dar nu a ajuns în nicio finală.
La Campionatul European în sală din 1978 de la Milano ea a cucerit medalia de aur la 1500 m în fața compatrioatei Natalia Mărășescu. În 1979 Ileana Silai a fost suspendată pentru dopaj. În anul următor, s-a clasat pe locul 8 la Jocurile Olimpice de la Moscova.
În 1968 a primit Ordinul Meritul Sportiv clasa a II-a și în 2000 i-a fost conferită Crucea Națională „Serviciul Credincios” clasa I.

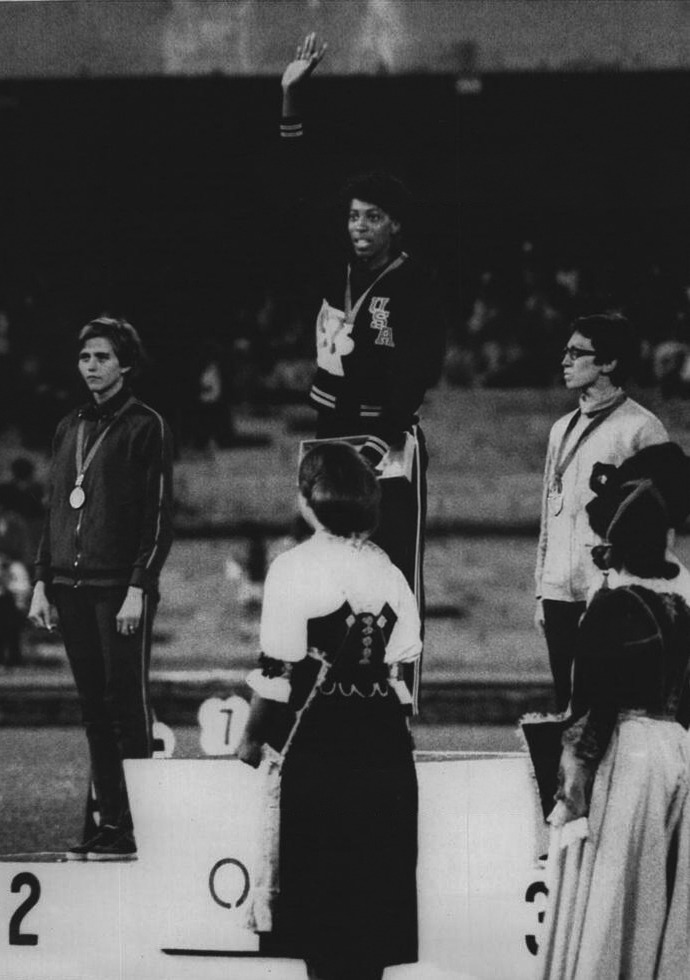
La Jocurile Olimpice din 1968
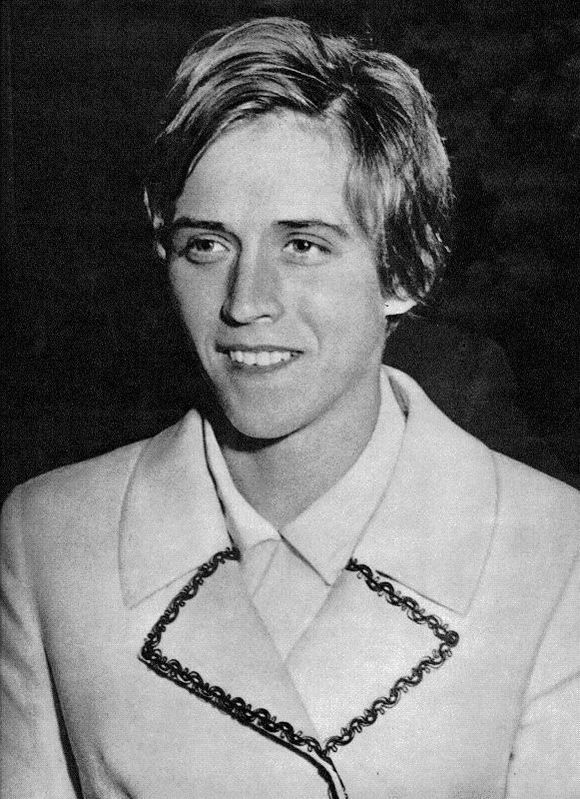
În anii '60

## Realizări
| An   | Competiție                   | Locație          | Loc | Eveniment | Note    |
| ---- | ---------------------------- | ---------------- | --- | --------- | ------- |
| 1966 | Campionatul European         | Budapesta        | 12  | 800 m     | 2:08,0  |
| 1968 | Jocurile Olimpice            | Ciudad de México | 2   | 800 m     | 2:02,58 |
| 1969 | Campionatul European         | Atena            | 5   | 800 m     | 2:03,0  |
| 1971 | Campionatul European în sală | Sofia            | 2   | 800 m     | 2:06,5  |
| 1971 | Campionatul European         | Helsinki         | 9   | 800 m     | 2:03,8  |
| 1972 | Campionatul European în sală | Grenoble         | 2   | 800 m     | 2:05,17 |
| 1972 | Jocurile Olimpice            | München          | 6   | 800 m     | 2:00,04 |
| 1974 | Campionatul European în sală | Göteborg         | 4   | 1500 m    | 4:17,12 |
| 1976 | Jocurile Olimpice            | Montréal         | 13  | 800 m     | 2:02,22 |
| 1976 | Jocurile Olimpice            | Montréal         | 24  | 1500 m    | 4:13,61 |
| 1978 | Campionatul European în sală | Milano           | 1   | 1500 m    | 4:07,1  |
| 1980 | Jocurile Olimpice            | Moscova          | 8   | 1500 m    | 4:03,0  |

## Recorduri personale
| Probă          | Performanță | Dată           | Locație   |
| -------------- | ----------- | -------------- | --------- |
| 800 m          | 1:57,39     | 28 august 1977 | București |
| 1500 m         | 4:03,5      | 22 iunie 1978  | Köln      |
| 800 m în sală  | 2:05,17     | 12 martie 1972 | Grenoble  |
| 1500 m în sală | 4:05,4      | 14 martie 1978 | Milano    |